# Woodstock der Blasmusik
Das Woodstock der Blasmusik ist ein viertägiges Freiluft-Festival, das seit 2011 jährlich an vier Tagen des letzten Wochenendes im Juni in der oberösterreichischen Gemeinde Ort im Innkreis stattfindet. Es spielen Kapellen und Bands sowohl traditionelle als auch moderne Blasmusik.

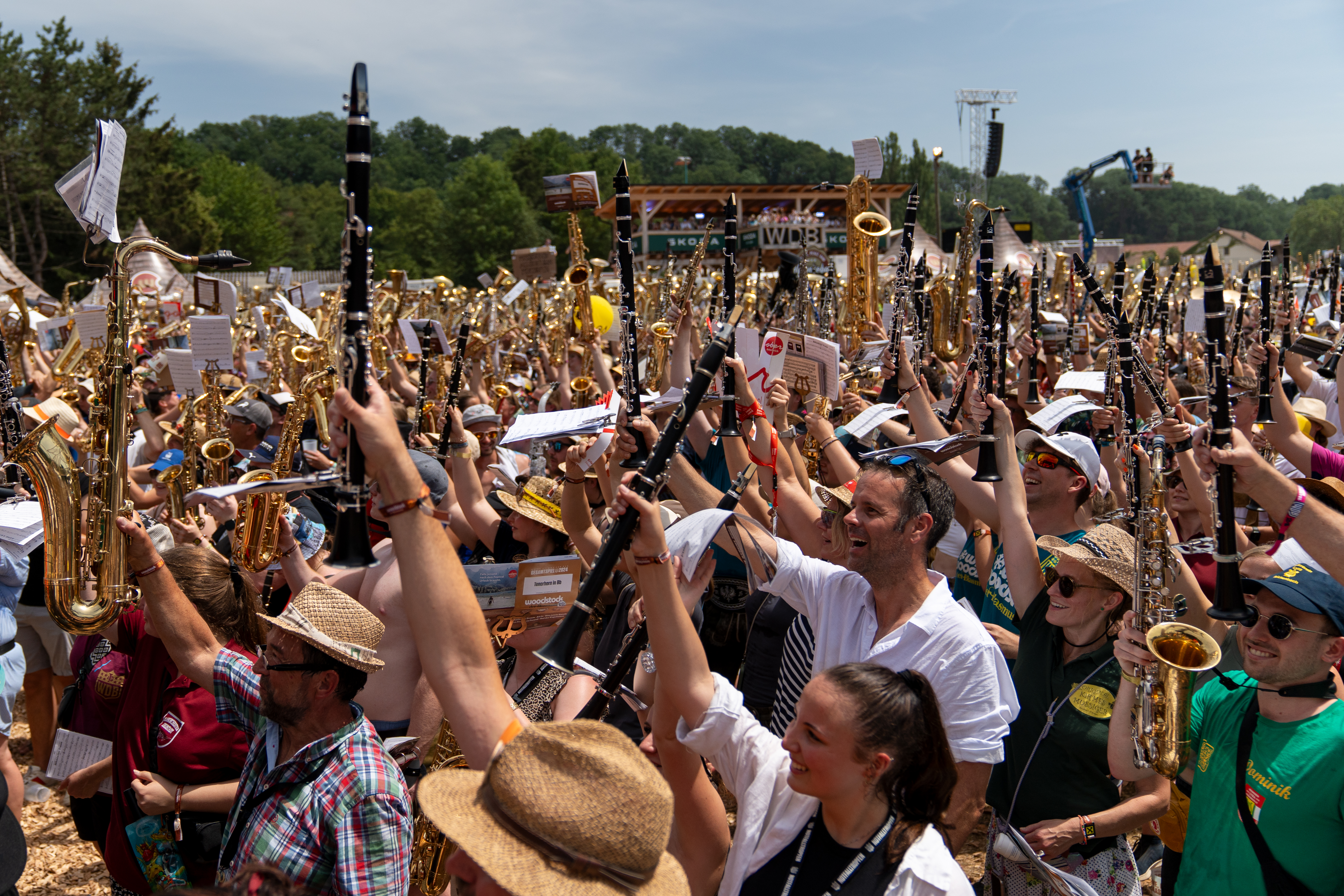
Musiker halten beim Gesamtspiel 2024 Instrumente in die Luft

Neben der Bühnenshow finden zahlreiche Nebenevents wie die Woodgames statt. Dabei handelt es sich um einen Wettbewerb, der von den Teilnehmern Schnelligkeit, Geschicklichkeit und Kreativität in kleineren Einzeldisziplinen fordert. 2015 wurde erstmals auch ein Gesamtspiel der Gäste durchgeführt, an dem sich 5.000 Musiker beteiligten, 2017 spielten 10.000 Personen, 2024 bereits 20.000 Personen mit. Seither ist es ein fester Bestandteil des Programms am Festival-Samstag. Seit 2023 ist der Sonntag am Festival ein Familientag, an dem Familien freien Eintritt bekommen. Zudem gibt es verschiedene Spiele und Veranstaltungen wie Schminken, Bastelstationen oder ein Gesamtspielchen für Kinder.
Im Jahr 2024 stellte das Festival einen neuen Besucherrekord auf und kann somit mit 100.000 Besuchern erstmals sechsstellige Zahlen verkünden.

## Geschichte

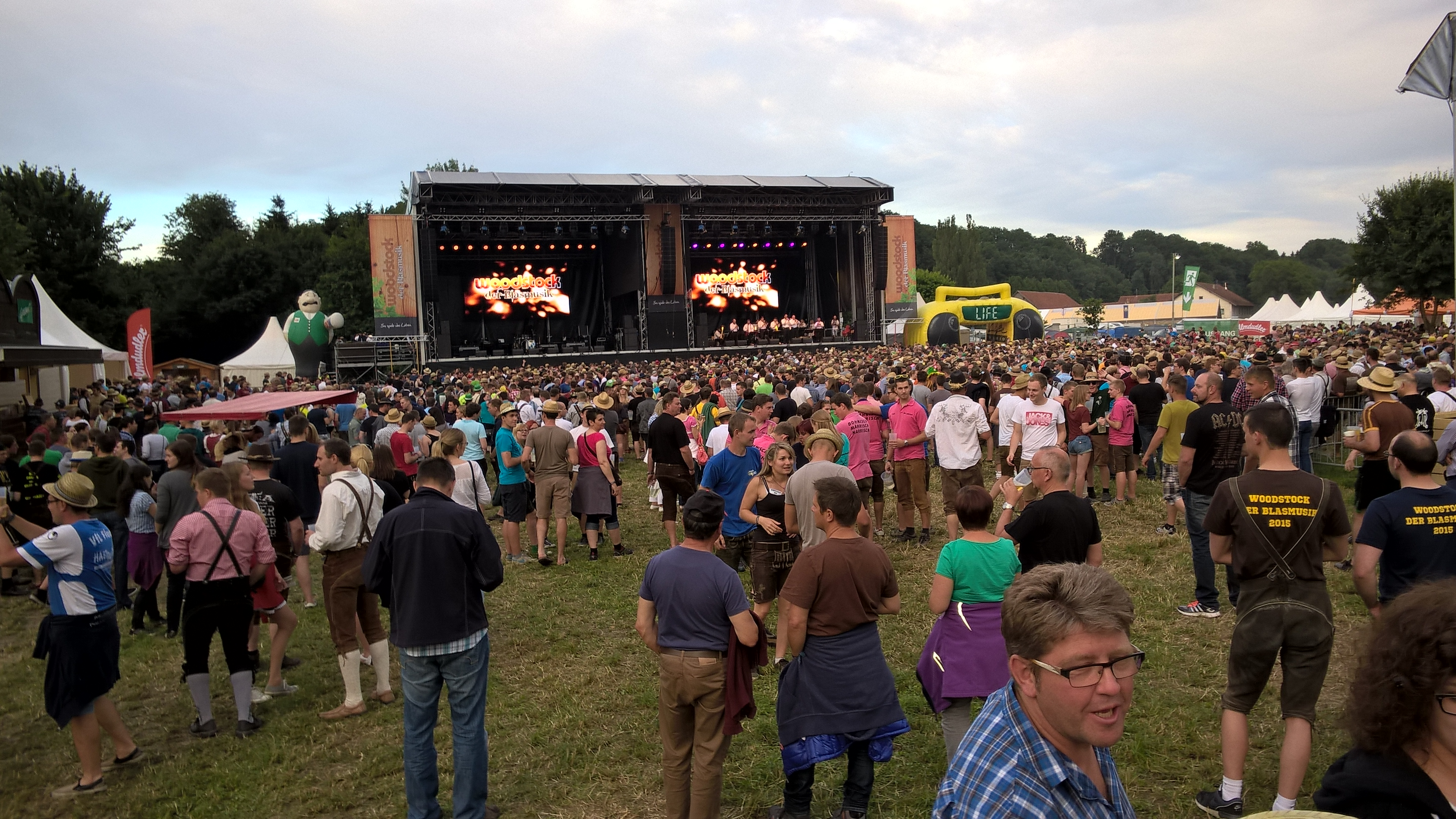
Hauptbühne 2015

Im Jahr 2004 war das Blasorchester MaChlast in St. Martin im Innkreis bei einem Probenwochenende. Zum Abschluss der Proben gab die Gruppe ein kleines Konzert. Ein Jahr später folgte eine CD-Präsentation von MaChlast und da Blechhauf’n in einer Reithalle. Im Jahr 2006 wurde daraus bereits ein dreitägiges Fest. Bis zum Jahr 2010 verzeichnete das Event eine jährliche Zunahme, wobei die Höchstgrenze bei 1.800 Gästen an drei Tagen lag. Aus dem wachsenden Interesse für Blasmusik resultierte die Idee, ein größeres Festival zu organisieren, woraus 2011 das Woodstock der Blasmusik entstand.
Im Jahr 2011 fand das Festival einmalig beim Baumkronenweg in Kopfing im Innkreis statt. Seit 2012 findet das Festival in Ort im Innkreis statt.
2020 musste die Veranstaltung aufgrund der COVID-19-Pandemie abgesagt werden, 2021 aufgrund eines Unfalls, der sich im Vorfeld des Festivals ereignet hatte.
Nach zweijähriger Pause fand das Festival im Sommer 2022 zum zehnten Mal statt.

## Organisation

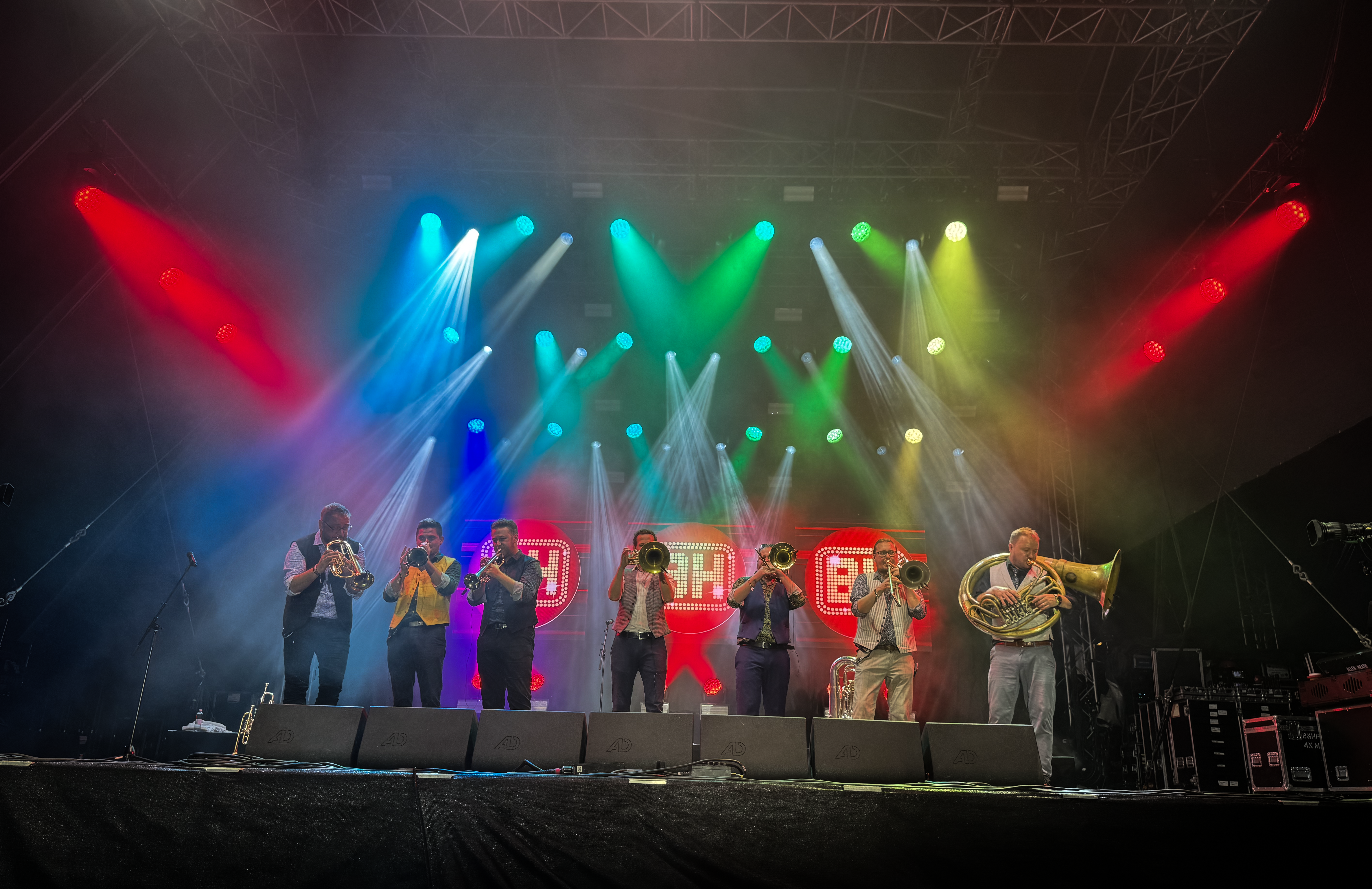
Da Blechhauf’n beim Woodstock der Blasmusik 2024

### Gastronomie
Sämtliche Trink- und Essensstände auf dem Festival werden von Vereinen der Umgebung bewirtet.

### Bühnen
Beim Woodstock der Blasmusik gibt es seit 2025 insgesamt 8 Bühnen. Die Mainstage ist zweigeteilt, so kann auf einer Seite gespielt werden, während auf der anderen auf- bzw. abgebaut wird.
Folgende Tabelle gibt Informationen über die Bühnen, etwa das Jahr der Einführung und den jeweiligen Musikstil.
| Bühne                    | Einführung | Musikstil                          |
| ------------------------ | ---------- | ---------------------------------- |
| Buffet Crampon Mainstage | 2011       | Headliner                          |
| Allerhand Stage          | 2015       | Moderne Blasmusik und Newcomer     |
| Tanzl & Gstanzl Stubm    | 2016       | Volks- und traditionelle Tanzmusik |
| Woodstock Stadel         | 2017       | Oberkrainer Musik und Newcomer     |
| Kraut & Ruabm Arena      | 2019       |                                    |
| Sepp a Reh               | 2023       | Gemütliche Blasmusik               |
| Demmelbauer's Tanzboden  | 2024       |                                    |
| Schpü Wiesn              | 2025       |                                    |

Der Leitner Stadel wurde 2017 erbaut und 2021 nach einem Neubau in Woodstock Stadel umbenannt. Im gleichen Zuge zog die Tanzl & Gstanzl Stubm von einer mobilen Almhütte in den vorherigen Leitner Stadel um.
Das Sepp a Reh und Demmelbauer’s Tanzboden sind die einzigen zwei Bühnen, welche nicht auf dem Kerngelände des Festivals liegen. Das Sepp a Reh befindet sich hinter dem WoodBeach und der Demmelbauer’s Tanzboden auf dem großen Caravanplatz.

### Veranstaltungsfläche
Das Festival findet seit 2011 in der Arco Arena in der Gemeinde Ort im Innkreis in Oberösterreich statt.

### Cashless-System
Seit 2020 ist am Festivalbändchen ein RFID-Chip angebracht, mit welchem mit vorher aufgeladenem virtuellen Guthaben, auf dem Festival eingekauft werden kann.

## Bands (Auswahl)
- Viera Blech
- MaChlast
- Die Innsbrucker Böhmische
- da Blechhauf’n
- Alpenblech
- PS:reloaded
- Ernst Hutter & die Egerländer Musikanten
- WüdaraMusi
- Alpenlandler Musikanten
- Dunajská kapela
- Kapelle Josef Menzl
- Fäaschtbänkler

## Entwicklung in Zahlen
Die nachfolgende Tabelle zeigt die vom Veranstalter veröffentlichte Entwicklung von Preisen, Besucherzahlen und die Bandanzahl der vergangenen Festivals. Die Preise beziehen sich jeweils auf ein 4-Tages-Ticket (ohne Campen) im Vorverkauf.
| Jahr   | Bands | Teilnehmer | Preis (EUR) |
| ------ | ----- | ---------- | ----------- |
| 2011   | 31    | 8.000      | 65          |
| 2012   | 42    | 15.000     | 89          |
| 2013   | 36    | 16.000     | 97          |
| 2014   | 37    | 20.000     | 104         |
| 2015   | 54    | 25.000     | 109         |
| 2016   | 77    | 40.000     | 119         |
| 2017   | 105   | 50.000     | 126         |
| 2018   | 105   | 50.000     | 131         |
| 2019   | 121   | 60.000     | 135,50      |
| 2020 a | 85 c  | 0          | 137,50      |
| 2021 b | 86 c  | 0          | 148,50      |
| 2022   | 113   | 60.000     | 159         |
| 2023   | 130   | 80.000     | 179         |
| 2024   | 135   | 100.000    | 199         |
| 2025   | 139   | 100.000    | 209         |